# Азарова, Надежда Сергеевна
Надежда Сергеевна Азарова (укр. Надія Сергіївна Азарова; 25 января 1897, Харьков — 1 июня 1978, Судак, Крымская область) — советский офтальмолог. Доктор медицинских наук (1954), профессор (1956). На протяжении 20 лет руководила кафедрой глазных болезней Крымского медицинского университета.

## Биография
Родилась 25 января 1897 года в Харькове (по другим данным — в Мариуполе) в дворянской семье инженера путей сообщения.
Окончила Вознесенскую женскую гимназию (1914). Работала хирургической сестрой в педологическом лазарете Харькова. В 1915 году поступила в Харьковский женский медицинский институт, однако из-за Гражданской войны обучение не окончила. С 1915 по 1922 год являлась фельдшер-акушером в первой городской больнице Сочи. С 1922 по 1925 год училась в Харьковском медицинском институте.
В 1924 году работала в 12-м детском доме посёлка Зелёный Гай Харьковской области в качестве фельдшера и лекарского помощника. С 1925 по 1928 год работала сельским врачом в Сумской области. С 1926 по 1928 год проходила специализацию в Харьковском глазном институте им. Л. Гиршмана. В 1928 году стала сотрудником бактериологической научно-исследовательской лаборатории глазной клиники Харьковского медицинского института.
С 1939 по 1944 год являлась ассистентом глазной клиники Первого Московского медицинского института, работая под руководством профессора А. Я. Самойлова. В 1944 году стала кандидатом наук, защитив диссертацию «Биомикроскопические и офтальмоскопические реакции на туберкулин в диагностике и терапии метастатического туберкулеза глаза». После этого стала доцентом кафедры офтальмологии Первого Московского медицинского института.
В 1951 году приказом Минздрава СССР её назначили заведующей кафедры глазных болезней Крымского медицинского института. В 1954 году в совете Второго Московского государственного медицинского института им. И. В. Сталина Азарова защищает докторскую диссертацию «Кальций в лечении метастатического туберкулеза глаз». Во главе кафедры работала на протяжении двадцати лет, до 1971 года.
Скончалась 1 июня 1978 года в Судаке, где и была похоронена.

## Научная деятельность
Занималась изучением этиологии трахомы и лечения туберкулёза глаз. Азарову считают основателем крымской офтальмологической школы.
Под её руководством успешно прошли защиту шесть кандидатов и два доктора наук. Автор более 250 научных статей.

## Награды и звания
- Орден Трудового Красного Знамени[1]
- Медаль «За оборону Москвы» (1946)[2]
- Медаль «За доблестный труд в Великой Отечественной войне 1941—1945 гг.» (1946)[2]

## Память
С 2000 года в Судаке проходит офтальмологическая конференция «Азаровские чтения».

## Работы
- Туберкулезные заболевания глаз. Ленинград, 1963. 255 с. (в соавторстве с А. Я. Самойло — вым, Ф. И. Юзефовой)
- Реактивная туберкулинотерапия туберкулезных заболеваний глаз // Докл. НИИ им. Филатова. О., 1967
- Этиология трахомы. Харьков, 1938. 120 с. (в соавторстве с Г. Б. Степановой)